# 14568 Zanotta
14568 Zanotta (1998 OK) là một tiểu hành tinh vành đai chính được phát hiện ngày 19 tháng 7 năm 1998 bởi A. Boattini và M. Tombelli ở San Marcello Pistoiese.